# Sirius (Rose)
Die Rosensorte ‘Sirius’  ist eine apricotfarben bis cremeweiß blühende Kleinstrauchrose, die 2005 von Hans Jürgen Evers gezüchtet und 2013 von Rosen Tantau in den Markt eingeführt wurde. Die Rose erhielt auf Rosenschauen zahlreiche nationale und internationale Auszeichnungen. Im Jahr 2013 wurde ihr das Prädikat ADR-Rose (ADR 1026) verliehen.

## Ausbildung
Die Rosensorte ‘Sirius’ bildet einen kompakten, buschigen Strauch aus. Die Rosenpflanze wird etwa 70 cm bis maximal 120 cm hoch und 80 cm breit. Diese remontierende Strauchrose ist robust und winterhart. Sie blüht anhaltend von Juni bis Oktober und ist resistent gegenüber den bekannten Rosenkrankheiten.
Die Blüten sind in kleinen, dicht verzweigten doldigen Blütenständen angeordnet. Die Blütenknospen erscheinen hellrosa mit einer apricotfarbenen Schattierung und gelben Untertönen. Später öffnet sich die Knospe zu einer flachen schalenförmigen, reinweißen Blüte. Die 6 bis 8 Zentimeter großen, halbgefüllten Blüten werden aus 17 bis 25 Petalen gebildet. In der gelben Blütenmitte werden die gelborangenen Staubgefäße sichtbar. Die Rosensorte ‘Sirius’ besitzt große, glänzende dunkelgrüne Blätter. Die Rosensorte ‘Sirius’ ist durch einen leichten, milden Duft gekennzeichnet.
Die ‘Sirius’ gedeiht auf lehmig-humosem Boden an sonnigen bis halbschattigen Standorten. Sie eignet sich zur Flächenbepflanzung, zur Mischbepflanzung in romantischen Staudengärten und in kleinen Gruppen zur Bepflanzung von Rosenbeeten. Die Rosensorte ‘Sirius’ wird in zahlreichen Rosarien, Gartenanlagen und in den ADR-Prüfgärten, unter anderem im Europa-Rosarium Sangerhausen im Deutschen Rosarium Dortmund sowie im Rosengarten Dresden und im Rosengarten an der Isar in München gezeigt.

## Auszeichnungen (Auswahl)
Die Rosenzüchtung ‘Sirius’ wurde mit zahlreichen nationalen und internationalen Preisen auf Rosenschauen ausgezeichnet.
- ADR-Rose (2013)
- Rosenschau Den Haag/Niederlande, Goldmedaille (2014)
- Rosenschau Genf, La plus belle Rose des Dames (2014)
- Rosenschau Kortrijk, Silbermedaille (2014)
- Rosenschau Paris Bagatelle/Frankreich, 2. Preis und Journalistenpreis (2015)
- Rosenschau Le Roeulx, Elite Rose (2015)
- Rosenschau Hradec Králové, Erster Preis (2015)
- Rosenschau Belfast, Certificate of Merit (2015)
- Rosenschau Den Haag/Niederlande, Goldmedaille und Goldene Rose (2016)
- Rosenschau Saverne/Frankreich, Certificat du Mérite (2016)
- The Lord Provost Cup” in Glasgow/Groß-Britannien, Golden Price of the City of Glasgow (2016)